# Agilent Technologies
Agilent Technologies, Inc. è una società statunitense di sviluppo e produzione di strumentazione di analisi che offre i propri prodotti e servizi ai mercati di tutto il mondo. La sua sede centrale si trova a Santa Clara, in California. Agilent è stata fondata nel 1999 come scorporo dall'azienda madre, Hewlett-Packard. L'offerta pubblica iniziale delle azioni Agilent fu la più grande nella storia della Silicon Valley all'epoca.
L'azienda fornisce strumentazione di analisi, software, servizi e materiali di consumo per l'intero flusso di lavoro di un laboratorio. Agilent concentra i suoi prodotti e servizi su sei mercati: alimentare, ambientale e forense, farmaceutico, diagnostico, chimico ed energetico, e ricerca. Dal 1999 al 2014 l'azienda ha prodotto anche apparecchiature di test e misura per l'elettronica; tale divisione fu scorporata per formare Keysight.

## Prodotti e servizi

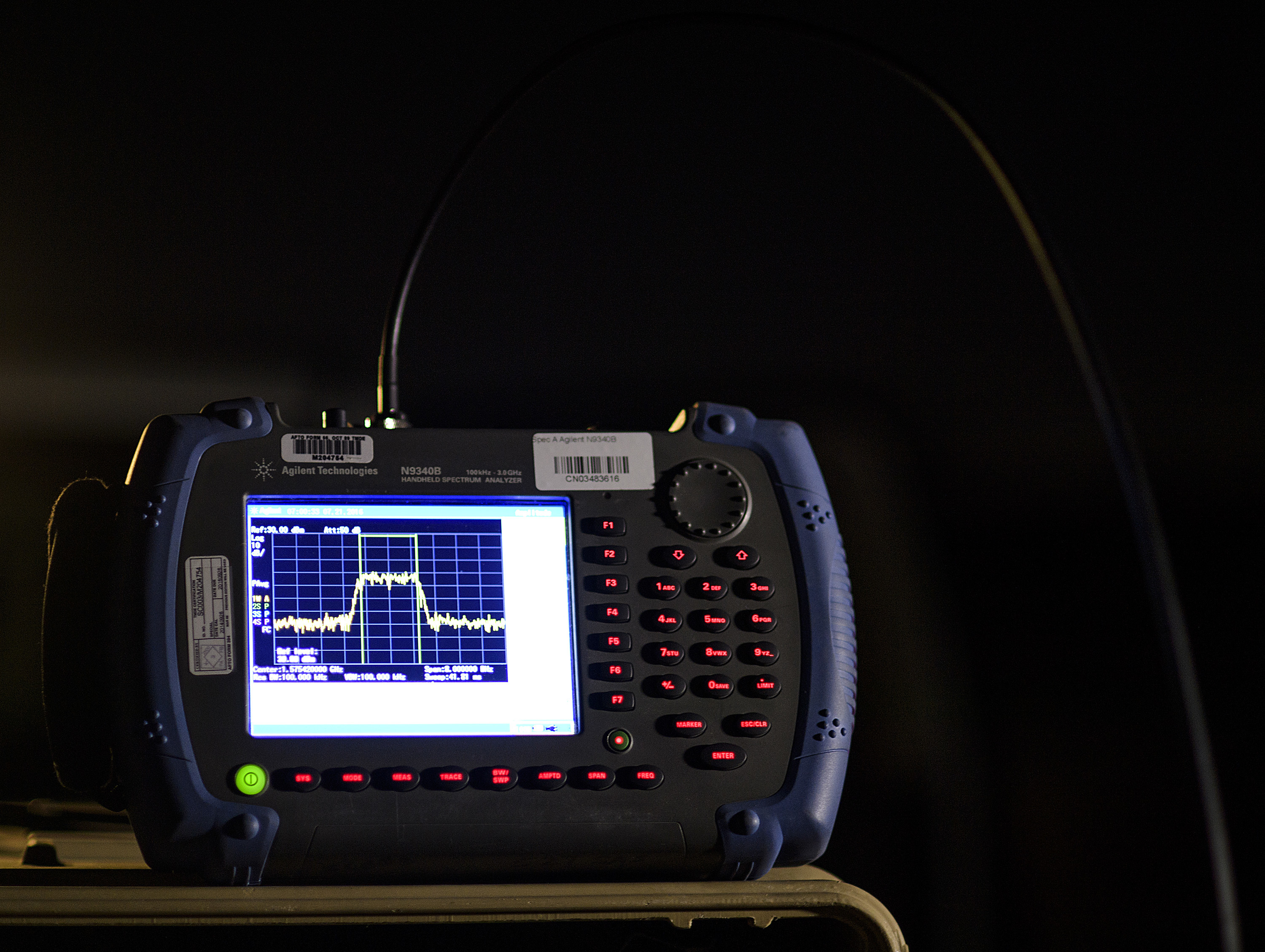
Analizzatore di spettro portatile.

Agilent fornisce laboratori di analisi e clienti operanti nella diagnostica clinica con una suite completa di piattaforme tecnologiche.
Agilent fornisce anche i servizi di gestione del laboratorio, tra cui anche servizi su abbonamento, e forniture di laboratorio: gestione delle risorse aziendali, gestione e assistenza delle apparecchiature, manutenzione del software, conformità normativa, preparazione dei campioni, genomica e clonazione, colonne GC e HPLC, forniture per spettrometria e spettroscopia e forniture generali di laboratorio.

## Storia

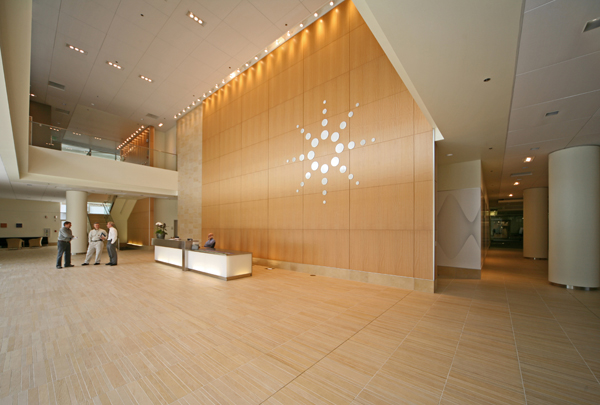
Hall della sede centrale di Agilent Technologies a Santa Clara

Agilent Technologies fu creata nel 1999 con lo scorporo del "Gruppo di prodotti medicali e strumentazione" della Hewlett-Packard, che comprendeva strumentazione e analisi chimiche, componenti elettronici e linee di prodotti di apparecchiature mediche. Lo slogan di lancio dell'azienda fu "Innovando al modo HP", che faceva leva sulla forte cultura aziendale HP.  Il logo a forma di stella fu scelto per riflettere "un'esplosione di intuizione" (o "scintilla di intuizione") e il nome "Agilent" mirava a richiamare la nozione di agilità come una caratteristica della nuova azienda. Lo scorporo di Agilent fu accompagnato da un'offerta pubblica iniziale che raccolse 2,1 miliardi di dollari, stabilendo un record per l'epoca.

### 2000-2009
All'inizio degli anni 2000, l'incertezza economica depresse la domanda di prodotti Agilent, in particolare di prodotti sanitari agli ospedali negli Stati Uniti, che all'epoca rappresentavano il 60% delle entrate dell'azienda. La flessione colpì anche le vendite nei mercati delle comunicazioni e dei semiconduttori, dove Agilent si vide cancellare dai clienti ordini per 500 milioni di dollari. Queste cattive condizioni economiche determinarono grandi tagli di personale; da un numero di dipendenti nel 1999 di 35 000, che era salito a 48 000 nel maggio 2001, all'inizio del 2003 erano state tagliate 18 500 posizioni. Nel 2001, nel bel mezzo di questo ridimensionamento, Agilent vendette la sua divisione di prodotti sanitari e medicali a Philips Medical Systems. HP Medical Products era la seconda divisione per anzianità della Hewlett-Packard, acquisita negli anni 1950.
Nell'agosto 2005 Agilent annunciò la vendita della sua attività di semiconduttori, che produceva chip per un'ampia gamma di usi industriali e di consumo, a Kohlberg Kravis Roberts e Silver Lake Partners per 2,66 miliardi di dollari. Questa mossa faceva parte di un ampio sforzo per concentrarsi "sull'attività di test e misurazione nel suo nucleo storico" e avrebbe comportato il licenziamento di circa 1 300 dei 28 000 dipendenti dell'azienda. Questa divisione operò come società non quotata, Avago Technologies, fino all'agosto 2009, quando fu quotata in borsa con una OPV. Dopo aver acquistato Broadcom Corporation nel 2016, Avago cambiò il proprio nome in Broadcom Limited.
Sempre nell'agosto 2005 Agilent vendette la sua partecipazione del 47% nel produttore di LED Lumileds a Philips per 1 miliardo di dollari. Lumileds era nata come la divisione optoelettronica di Hewlett-Packard.
Sempre nell'agosto 2005 Agilent annunciò un piano per cedere la propria attività di soluzioni di test per semiconduttori, composta sia dalle aree di mercato dei sistemi su chip che da quelle dei test di memoria. Agilent portò in borsa la nuova società, chiamata Verigy, sul NASDAQ a metà del 2006.

### Dal 2010
Nel 2009 Agilent rese nota la chiusura di una parte della sua divisione test e misure. Nel 2011 Agilent annunciò che avrebbe aumentato il suo impegno nel settore della biologia attraverso l'acquisizione di Halo Genomics, con sede a Uppsala, in Svezia, che prendeva parte allo sviluppo della tecnologia di sequenziamento di prossima generazione.
Il 17 maggio 2012 Agilent rese noto l'acquisto di Dako, una società danese di diagnostica del cancro, per 2,2 miliardi di dollari, per espandere la propria presenza nel settore della biologia e medicina.
Il 19 settembre 2013 Agilent annunciò la sua decisione di separarsi in due società quotate in borsa: Agilent, una società di biologia, medicina e diagnostica, e una società di strumenti di misura elettronici. La società di biologia mantenne il nome Agilent e la società di strumenti di misura elettronici prese il nome di Keysight Technologies. Il 1º novembre fu completata la separazione formale di Agilent e Keysight Technologies.
Agilent ha celebrato il suo 50º anniversario nel mercato degli strumenti di analisi. La Hewlett-Packard, predecessore di Agilent, aveva acquisito la F&M Scientific Corp., produttore di cromatografi, l'8 agosto 1965.
Nell'agosto 2019 Agilent ha acquisito BioTek Instruments, con sede negli Stati Uniti, leader mondiale nella progettazione, produzione e distribuzione di strumentazione innovativa per la biologia, per 1,165 miliardi di dollari.

## Azionariato
Nel 2017 i principali azionisti di Agilent erano investitori istituzionali: T. Rowe Price, BlackRock, Pershing Square Capital Management, L.P., The Vanguard Group, State Street Corporation tra i principali.